# Biserica romano-catolică din Cioplea
Biserica „Sfânta Fecioară Maria, Regină” din Cioplea este o biserică romano-catolică situată în fostul cartier Cioplea din București, demolat în cursul sistematizărilor din anii 1980. Lăcașul se află pe Aleea Râmnicu Sărat nr. 3-5, sector 3. Biserica mai este numită și Cioplea, după numele fostului cartier, și deține un cimitir propriu.

## Denumiri ale satului
Denumirea satului Cioplea precum și a bisericii, diferă și în funcție de documentele în care apare denumirea satului (comunității) și a bisericii și în funcție de limba în care sunt editate respectivele documente astfel: Ciopplensis, Cioplea, Dorf Ciopli, Tsöpli, Ceplea  sau Tschoplu.

## Istorie
Biserica a fost construită în anul 1813, prin contribuția creștinilor catolici bulgari care au venit aici din sudul Dunării prin anul 1812 din cauza dificultăților întâmpinate în practicarea cultului catolic în timpul războiului ruso-turc. Ei erau conduși de preoți călugări pasioniști. Până la instituirea canonică a Arhidiecezei de București, la 27 aprilie 1883, întinderea teritorială de astăzi a fost administrată de episcopii de Nicopolis ad Istrum din Bulgaria, care purtau în același timp și titlul de administratori apostolici de Valahia, cu sediul în Cioplea, de la înființarea acestei comunități.
„Dintre acești Episcopi de Nicopole, Paul Dovanlia a început din când în când să locuiască la București. În timpul epidemiei de ciumă (1792-1793), a stat la Mănăstirea Fraților Franciscani din București, astăzi Biserica Bărăția din București, mănăstire aflată sub conducerea preotului și starețului Ambrosius Babich, unde a murit la 6 iulie 1804. Succesorul lui Dovanlia a fost pr. Francesco Ferreri, mai târziu consacrat episcop, care a locuit la mănăstire.”
Satul Cioplea a fost întemeiat în 1812, sub protecție rusească, pe locul fostului sat aflându-se astăzi Cartierul Dristor. La început, Episcopul Ferreri era și administrator al satului, pentru că locuia printre catolicii de aici. Înainte de moartea sa survenită în noiembrie 1813, din cauza ciumei (ciuma lui Caragea) a numit pe Fortunato Ercolani Vicar general și administrator pentru Muntenia.
„Monseniorul Raymund Netzhammer, cu un minimum de detalii conjuncturale, fixează întemeierea satului Cioplea în anul 1812. La rândul său, pr. Iosif Gabor, după cum arată circumstanțele venirii bulgarilor catolici pe Moșia Dudești, respectiv războiului ruso-turc și epidemia de ciumă, presupune ca dată a începuturilor satului Cioplea luna mai a aceluiași an 1812, imediat după Pacea de la București.” Istoricul Iacob Ieronim, pe baza documentelor studiate fixează ca dată de întemeiere a satului, cel mai probabil anul 1806, care este și anul de debut al războiului ruso–turc.
„Biserica este o comunitate cu caracter aparte. În primul rând pentru că această comunitate este una dintre comunitățile noi venite în țară, și anume la 1813. Este vorba despre puținii catolici bulgari care, din cauza războaielor ruso-turce și a persecuțiilor, au încercat să vină în Valahia, unde în acea perioadă era o viața mai ușoară.”

## Fenomene naturale în Cioplea
O referință a preotului Giuseppe Molajoni din 1821 menționează că prima biserică din Cioplea a fost făcută din nuiele bătute cu lut, iar acoperișul din stuf. Lăcașul a fost construit în anul 1813, fără aprobarea autorităților. La 5 iulie 1821 o furtună de nisip și un cutremur au făcut ca biserica să se dărâme. Între 1828-1829 o ciumă a lovit Țara Românească, în 1830 o invazie de lăcuste, în 1831 a avut loc o epidemie de holeră, iar în 1853 biserica și toate dependințele au ars într-un incendiu.
Biserica de astăzi a trecut prin mai multe etape de reconstrucție datorită fenomenelor naturale sau a incendiilor, ultima reconstrucție datează din 1859, și arată așa cum o găsim și astăzi și se datorează sumelor donate de Catharina Cardini, văduva lui Ieronim Cardini-Momolo, mărturie a acestui lucru stă epitaful din stânga bisericii pe care stă scris în limba latină:
„D.O.M. hanc sacram aedem in honorem Maternitatis B.M.S. Virginis dedicatem anno MDCCCLIV incendio consumptam D. Catharina vidua Cardini nata Timothei in pium animae defuncti et hic tumulati mariti sui Hieronimi suffragium devote ex integro restauravit. Anno Dni MDCCCLIX Augustinus Bernardoni Vicarius Gnlis et Missionarius aplcus Ciopplensis.”

## Sediul episcopal de la Cioplea
După nenumăratele probleme întâmpinate în practicarea cultului catolic în Bulgaria, episcopii  din Ordinul pasionist au ales să treacă Dunărea împreună cu o parte din populația catolică din Bulgaria în Valahia și pentru că aici sub protecție rusească în timpul războiului ruso-turc, practicarea cultului catolic nu era interzisă de catre autorități și să se așeze în Cioplea, pe Moșia boierului Dudescu . Deși nu se știe cu exactitate data în care aceste populații bulgare catolice au ajuns în Valahia, o referință a istoricului Nicolae Iorga, vorbește despre un document trimis de la Cioplea în 10 noiembrie 1823 probabil și datorită faptului că această comunitate era administrată de Episcopii pasioniși de Nicopole ad Hystrum. Aceast document este scris în limba latină, care era și limba în care se editau toate documentele vremii din biserica catolică și era adresat Congregației Propaganda Fide, pe care o informa cu privire la datina răpirii fetelor de la părinți pentru faptul că aceștia nu doreau să le căsătoreasca pentru că le foloseau la munca câmpului. O scrisoare care amintește de fuga din Bulgaria adresată se pare Congregației Propaganda Fide, este destul de greu de datat probabil și datorită scurgerii timpului, spune următoarele lucruri:
[...] și asta, în timpul în care devenea din ce în ce mai acerb războiul dintre Turci și Moscoviți; vă las să luați în considerație toate acestea, în timp ce eu eram în permanență expus pericolului de a-mi pierde viața.În această situație am primit o scrisoare de la Monsegnior Episcop, prin care îmi impunea de a executa ordinele Generalului Moscovit Sana Priest [258v] și, ca atare, m-am îndreptat imediat spre Nicopoli, oraș care a fost deja jefuit și distrus de același comandant. Ajuns acolo, Generalul mi-a făcut cunoscut, în secret, decizia luată de a abandona Bulgaria cucerită. Eu am izbucnit în plâns, pentru că ei, bulgarii, riscau pericolul de a fi masacrați, pentru că au dat un ajutor forțat impunătoarei Armate Moscovite; pentru mine, apoi, moartea era inevitabilă; pentru că deja iraționalii Turci spuneau că eu, aflându-mă în teritoriul lor, m-am dat de partea Moscoviților și i-am chemat să vină să pună stăpânire pe Bulgaria. Generalul, mișcat de lacrimile mele, mi-a spus să-mi șterg lacrimile, să îmbrățișez un curaj militar și așa mă voi salva; vreau să vă salvez de la masacrul comun și, pentru ca acest lucru să se întâmple, îndemnați pe toți Catolicii să traverseze Dunărea și să se adăpostească sub stindardele noastre din Valahia. Dumnezeule, am spus eu, este imposibil să îndemni atâta lume să abndoneze propriile pământuri, în ciuda faptului că sunt oprimați în mod extrem de Turci. Iar el a adaugat că așa vrea Episcopul, iar eu așa trebuie să fac, curaj! In același timp mă presau scrisorile Monsegniorului Episcop, care-mi spunea să-i ameninț și să-i sperii pe acei Catolici care, pentru un interes temporar, nu voiau să emigreze din acel teritoriu blestemat și, adăugând faptul că, procedând în felul acesta, nu le-ar mai fi menținut Preotul. Am executat ordinul, întrutotul, și cu mare oboseală și pericol alergam prin sate, de dimineața până seara, îndemnând și amenințând: de mai multe ori am devenit palid în călătorii, răbdând mult din cauza Schismaticilor, care, dându-și seama de faptele mele, mi-au devenit [259r] dușmani, deoarece odată cu fuga Catolicilor rămâneau descurajați. Și Turcii și-au dat seama de acest lucru, iar viața mea era expusă în mod continuu la moarte. În același timp, mă presau și mai mult scrisorile Monsegniorului și ale Generalului Sana Priest care-mi spuneau că de întârzierea de o singură oră putea depinde eliberarea sau masacrul universal. Eu m-au implicat imediat și am reușit, în sfârșit, să pun în mișcare tot poporul. Ajunși aproape de malul Dunării am aflat că Generalul Sana Priest a părăsit deja Nicopoli retrăgându-se, iar eu m-am confruntat cu o adevărată debusolare; însă, întâmplător, a sosit un om care m-a asigurat că Generalul se afla în Svistov și conducea armatele sale. Am încălecat și, galopând timp de două ore, am ajuns la el, și în timp ce eu îl căutam el m-a chemat de la fereastra sa și mi-a spus că avea ordin să dea foc Svistov-ului a doua zi, iar eu am plecat pentru a mă îndepărta de Vizir, primind de la general o trupă de Cazaci, pentru a-i deterimina pe Catolici să se îmbarce; însă niciunul dintre ei nu a crezut ordinelor primite de la General, ca atare, în timpul nopții, mulți dintre ei au dezertat, însă dimineață, când au văzut Svistov-ul arzând, atunci au cedat.Între timp, pe Dunăre, tunurile se auzeau trăgând de pe navele turcești, iar eu abia am avut timp s-o traversez și să mă salvez într-o pădure.Bulgarii s-au întors în satele lor și au obținut ietarea. Turcii au primit, apoi, vestea de la Schismatici de intențiile mele și, ca atare, au încercat să mă distrugă.Odată trecută iarna, reveni prealăudatul Sana Prieste cu o armată formidabilă, ocupă multe orașe și pătrunse către [259v] munți: Episcopul își reînnoi insistențele, pe lângă Catolici, la trecerea în Valahia; în sfârșit, cu ajutorul Marelui General, Dunărea fu trecută.Bulgarii s-au oprit în Valahia nemulțumiți de faptul că trebuiau să se supună trupelor Moscovite. De aceea își doreau să se reîntoarcă la prima sclavie. Eu, îndurerat și slăbit de atâtea eforturi, cazui bolnav pe moarte, dar refăcându-mă, cât de cât, în ceea ce privește sănătatea, mi-am continuat misiunea și, între timp, au venit doi Pasioniști de la Roma care au rămas la București pentru a învăța limba română.
Scrisoarea vorbește despre fuga populației catolice bulgare peste Dunăre, în Valahia pentru că pericolul pe care îl reprezentau turci era foarte mare, iar populațiile catolice din jurul Nicopolelui puteau fi masacrate. Deși episcopul pasionist care i-a condus a insistat să treacă Dunărea unele persoane nu au fost de acord cu trecerea în Valahia sub protecția rusească.

## Deservenți în parohie

### Episcopi
- Episcopul Francesco Ferreri (1805-1813)[15],[16]  decedat la Cioplea în timpul ciumei lui Caragea ;
- Episcopul Fortunato Ercolani (1815-1822)[17],[18] misionar, conducătorul emigranților bulgari din Cioplea;
- Episcopul Giuseppe Molajoni (1825-1847), vicar general pentru Valahia al episcopului Ercolani.

### Preoți
- Fortunato Ercolani  (1812-1815);
- Matteo Baldini (1815-1818);
- Josef Forthuber (1818-1819);
- Giuseppe Molajoni (1819-1820);
- Franz Haetscher (1820-1821), a venit la Cioplea pe când era student;
- Luigi Bonauguri (1823-1824);
- Tommaso Schellino (1824-1825);
- Angelo Parsi (1825-1826)[19], vicar general pentru Valahia, viitor episcop;
- Filippo Squarcia (1827-1829);
- Stefano Monetti (1830-1834);
- Karl Pooten (1834-1840), studiază la Colegiul Propaganda Fide, misionar pentru Valahia;
- Nicolae Penov (1840-1841), misionar pentru Bulgaria și Valahia;
- Carol Marik (1841-1842);
- Nicolae Penov, pentru a doua oară (1843-1844);
- Ioan Kerner (1844-1845);
- Gheorghe Caragè (1845-1847)  original din Bulgaria din Davgiov;
- Jacob Sperandino (1847-1848);
- Agostino Bernardoni, viitor episcop de Valahia (1849-1884) călugăr pasionist și vicar General pentru Valahia;
- Constantin Bibiella (1884-1898) a construit capela Preasfânta Inimă a lui Isus, profesor de teologie morală;
- Anton Hrusa (noiembrie- decembrie 1898);
- Wilhelm August Kaluza (ianuarie 1899-ianuarie 1901);
- Augustin Kuczka (1901-1902);
- Franz Schindzielorz (noiembrie 1902-mai 1903);
- Otto Polster (mai 1903-decembrie 1907);
- Alois Gonska (martie 1908-ianuarie 1931));
- Oreste Tușinschi (ianuarie 1931-octombrie 1934);
- Augustin Kuczka, pentru a doua oară (octombrie 1934-decembrie 1936);
- Andrei Horn (decembrie 1936-iulie 1937), în 1947 și-a schimbat numele din Horn în Despina, ucis de Securitate în 22 iulie 1959;
- Edmond Barciovschi (iulie 1937-1945);
- Petru Nicolae Morosiewicz (1945-1951; 1955-1958);
- Franz Keil (1951-1955);
- Francisc Augustin (1958-1961);
- Vittorio Luigi Blasutti (1961-1962), viitor vicar General;
- Mihai Butnaru (1962-1974);
- Ianuș Sociu (János Szőcs) (1974-1979), călugăr franciscan;
- Eugen Blăjuț (1979-1990), călugăr franciscan;
- Iosif Imbrișcă (1990-1994)[20] actualmente decan al Decanatului de Ploiești;
- Cazimir Budău (1994-1999)[21], secretar General Conferința Episcopală din România;
- Alois Ișvanca (1999-2003);
- Veniamin Aenășoaie (2003- 2010);
- Emil Moraru  (2010 - 2011);[22][23][24], Lector universitar doctor la Universitatea din București.
- Robert Bălan ( 2011- 2015)[25]
- Fabian Măriuț (2015 - prezent)

### Vicari parohiali
- Iosif Enășoaie, ulterior capelan al comunității române din Roma;
- Alecu Anton[26];
- Petru Păuleț[27];
- Cornel Damian, actualmente episcop auxiliar;
- Cristian Antici[28];
- Iosif Imbrișcă;
- Petru Husariu;
- Cazimir Budău;
- Valerian Dumea;
- Claudiu Bărbuț;
- Mihai Baciu;
- Florin Bejinariu;
- Liviu Bălășcuți;
- Cornel Benchea;
- Neculai Iojă;
- Bernard Noghiu;
- Văcaru Claudiu [29].

### Preoți pensionari
- Ștefan Tătaru[30] călugăr franciscan, preot greco-catolic;
- Anton Budău[31]
- Preot Mihai Dascălu

## Articole înrudite
- Bulgari bănățeni
- Dudeștii Vechi, Timiș
- Popești-Leordeni
- Bulgarii din România
- Vinga, Arad